# Plauener Spitze (Briefmarkenserie)
Plauener Spitze ist der Titel zweier Briefmarkenserien, die in den Jahren 1966 und 1974 von der Deutschen Post der DDR ausgegeben wurden. 

## Liste der Ausgaben und Motive
Legende
- Bild: Eine bearbeitete Abbildung der genannten Marke. Das Verhältnis der Größe der Briefmarken zueinander ist in diesem Artikel annähernd maßstabsgerecht dargestellt. Sollten keine Marken abgebildet sein, liegt es daran, dass das Urheberrecht des Künstlers noch nicht erloschen ist.
- Beschreibung: Eine Kurzbeschreibung des Motivs und/oder des Ausgabegrundes. Bei ausgegebenen Serien oder Blocks werden die zusammengehörigen Beschreibungen mit einer Markierung versehen eingerückt.
- Wert: Der Frankaturwert der einzelnen Marke in Pfennig. Ein „+“ bedeutet, dass es sich um eine Zuschlagsmarke handelt (= Frankaturwert + Spende).
- Ausgabedatum: Das Datum des erstmaligen Verkaufs dieser Briefmarke.
- Auflage: Soweit bekannt, wird hier die zum Verkauf angebotene Anzahl dieser Ausgabe angegeben.
- Entwurf: Soweit bekannt, wird hier angegeben, von wem der Entwurf dieser Marke stammt.
- Mi.-Nr.: Diese Briefmarke wird im Michel-Katalog unter der entsprechenden Nummer gelistet.

| Bild | Beschreibung                                    | Wert | Ausgabe- datum | Auflage    | Entwurf            | Mi.-Nr. |
|      | Plauener Spitze (I) - Verschiedene Blütenmuster | 10   | 26. Mai 1966   | 9.000.000  | Walter Rahm        | 1185    |
|      | - Verschiedene Blütenmuster                     | 20   | 26. Mai 1966   | 8.000.000  | Walter Rahm        | 1186    |
|      | - Verschiedene Blütenmuster                     | 25   | 26. Mai 1966   | 4.000.000  | Walter Rahm        | 1187    |
|      | - Verschiedene Blütenmuster                     | 50   | 26. Mai 1966   | 1.400.000  | Walter Rahm        | 1188    |
|      | Plauener Spitze (II) - Verschiedene Muster      | 10   | 11. Juni 1974  | 15.000.000 | Manfred Gottschall | 1963    |
|      | - Verschiedene Muster                           | 20   | 11. Juni 1974  | 12.000.000 | Manfred Gottschall | 1964    |
|      | - Verschiedene Muster                           | 25   | 11. Juni 1974  | 2.000.000  | Manfred Gottschall | 1965    |
|      | - Verschiedene Muster                           | 35   | 11. Juni 1974  | 5.000.000  | Manfred Gottschall | 1966    |